# Kaisei Ogawa
Kaisei Ogawa (japanisch 小川 開世 Ogawa Kaisei; * 25. Februar 2001 in der Präfektur Tokio) ist ein japanischer Fußballspieler.

## Karriere
Kaisei Ogawa erlernte das Fußballspielen in den Jugendmannschaften vom Christroi SC, Yokokawa Musasino FC und dem Tōkyō Musashino United FC sowie in der Universitätsmannschaft der Takushoku-Universität. Seinen ersten Vertrag unterschrieb er im Januar 2023 bei Albirex Niigata (Singapur). Der Verein, ein Ableger des japanischen Erstligisten Albirex Niigata, spielt in der ersten singapurischen Liga, der Singapore Premier League. Sein erstes Pflichtspiel für Albirex bestritt er am 19. Februar 2023 im Singapore Community Shield. In dem Spiel gegen Hougang United stand er in der Startelf und spielte die kompletten 90 Minuten. Albirex gewann das Spiel 3:0. Sein erstes Pflichtspiel in der Liga bestritt er am 1. Spieltag am 25. Februar 2023 im Heimspiel gegen die Young Lions. Bei dem 3:0-Sieg stand er in der Startelf und spielte die kompletten 90 Minuten. Am Ende der Saison 2023 feierte er mit Niigata die singapurische Meisterschaft. Nach einer Spielzeit, in der er 23 Ligaspiele bestritt, wechselte er im Januar 2024 zum Ligakonkurrenten Young Lions.

## Erfolge
Albirex Niigata (Singapur)
- Singapurischer Meister: 2023
- Singapore Community Shield: 2023